# Église de Saint-Martin-de-Connée
L'église Saint-Martin est une église catholique située à Saint-Martin-de-Connée, en France. Elle dépend de la paroisse Bienheureux Jacques Burin en Coëvrons du diocèse de Laval

## Localisation
L'église est située dans le département français de la Mayenne, sur la commune de Saint-Martin-de-Connée. Le grand chemin montais passe au chevet de l'église dans son itinéraire entre Sillé-le-Guillaume et Mayenne.

## Historique
L'édifice est classé au titre des monuments historiques en 1969.

## Mobilier

### Retables
Pierre Charlot, chirurgien, "procureur fabricier" tel qu'indiqué sur une plaque émaillée dans le chœur est le donateur en 1699 du retable du maître autel, associé à son épouse Jaquine Mesnage il finance le retable de sainte Barbe près de la chapelle des forgerons à côté duquel il sera inhumé en 1700, elle est la donatrice du retable de saint Sébastien l'année suivante. ces trois retables sont l’œuvre de François Langlois caractéristiques des retables lavallois. Le principal est orné d'une Adoration des Bergers peinte par Charles Dufresne de Postel, la statue de sainte Barbe et celle de saint Sébastien sont en terre cuite et probablement antérieures dans la tradition des maîtres potiers du XVIe siècle. Ces trois retables sont classés MH depuis 1910,,. 
Sur le bas-côté sud un retable à la Vierge de 1781 centré par un tableau évoquant une présentation à la Vierge ,. 

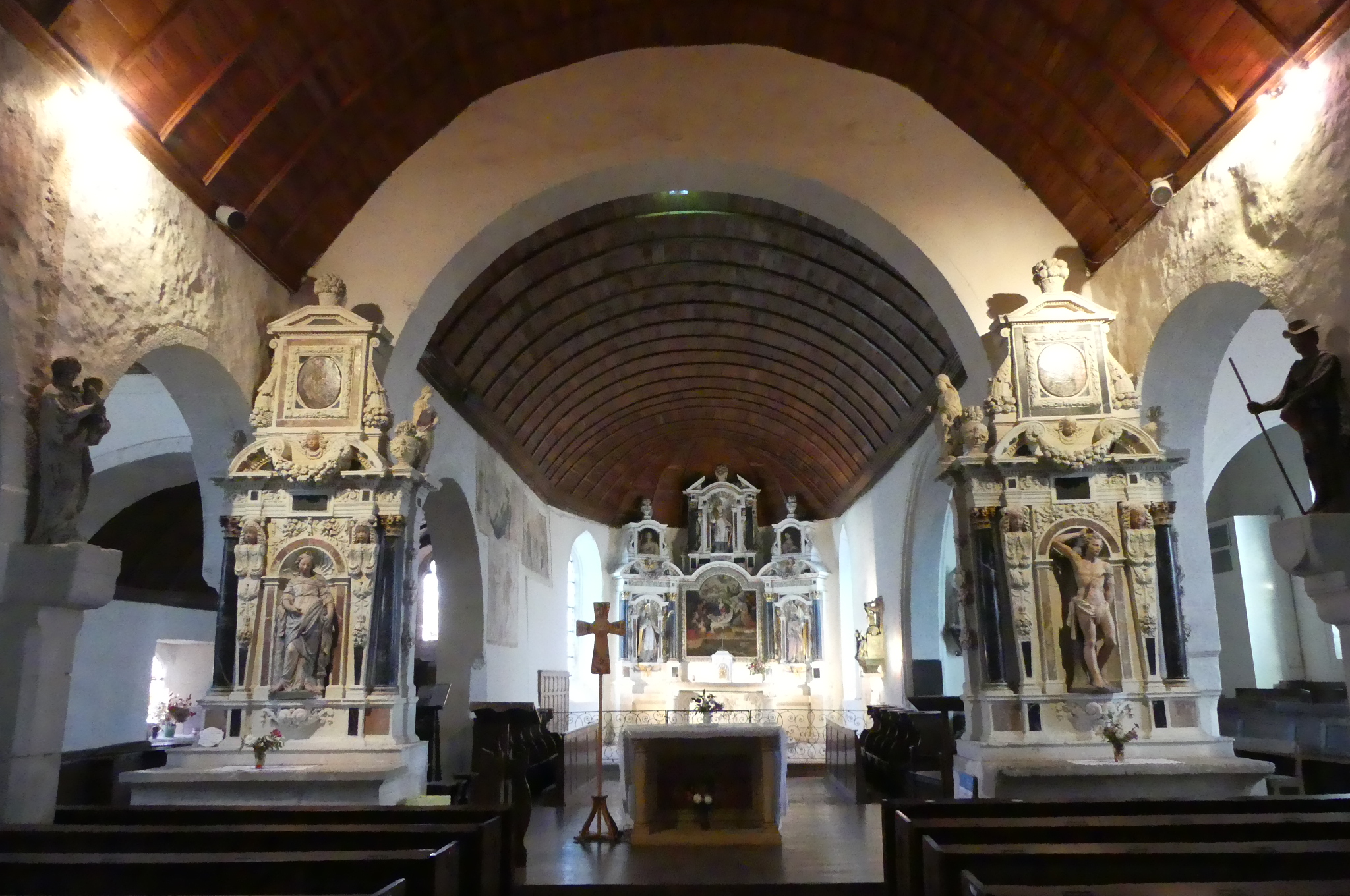
Les trois retables par François Langlois 1699-1701.
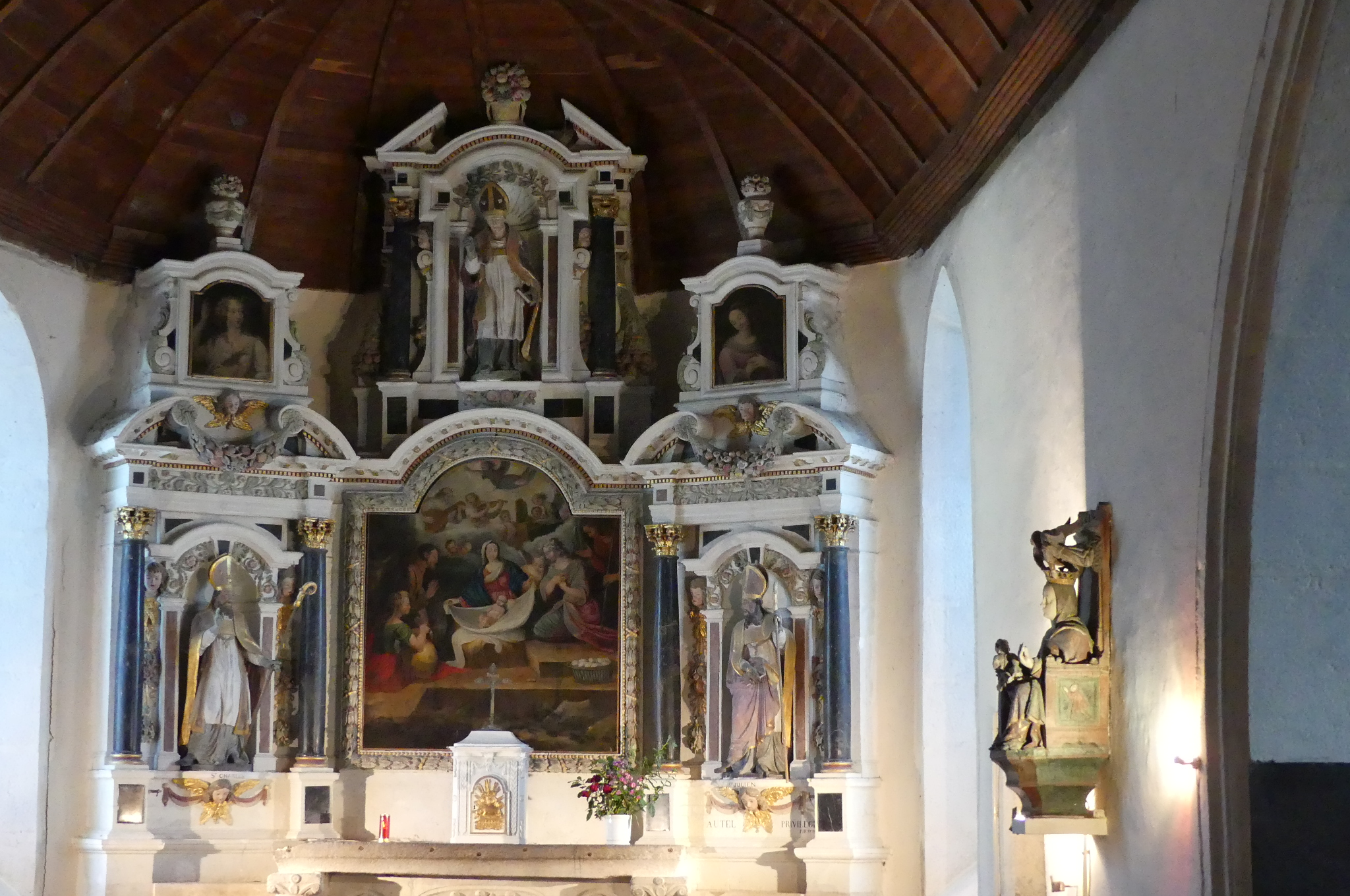
Retable de l'autel principal 1699, don de Pierre Charlot.
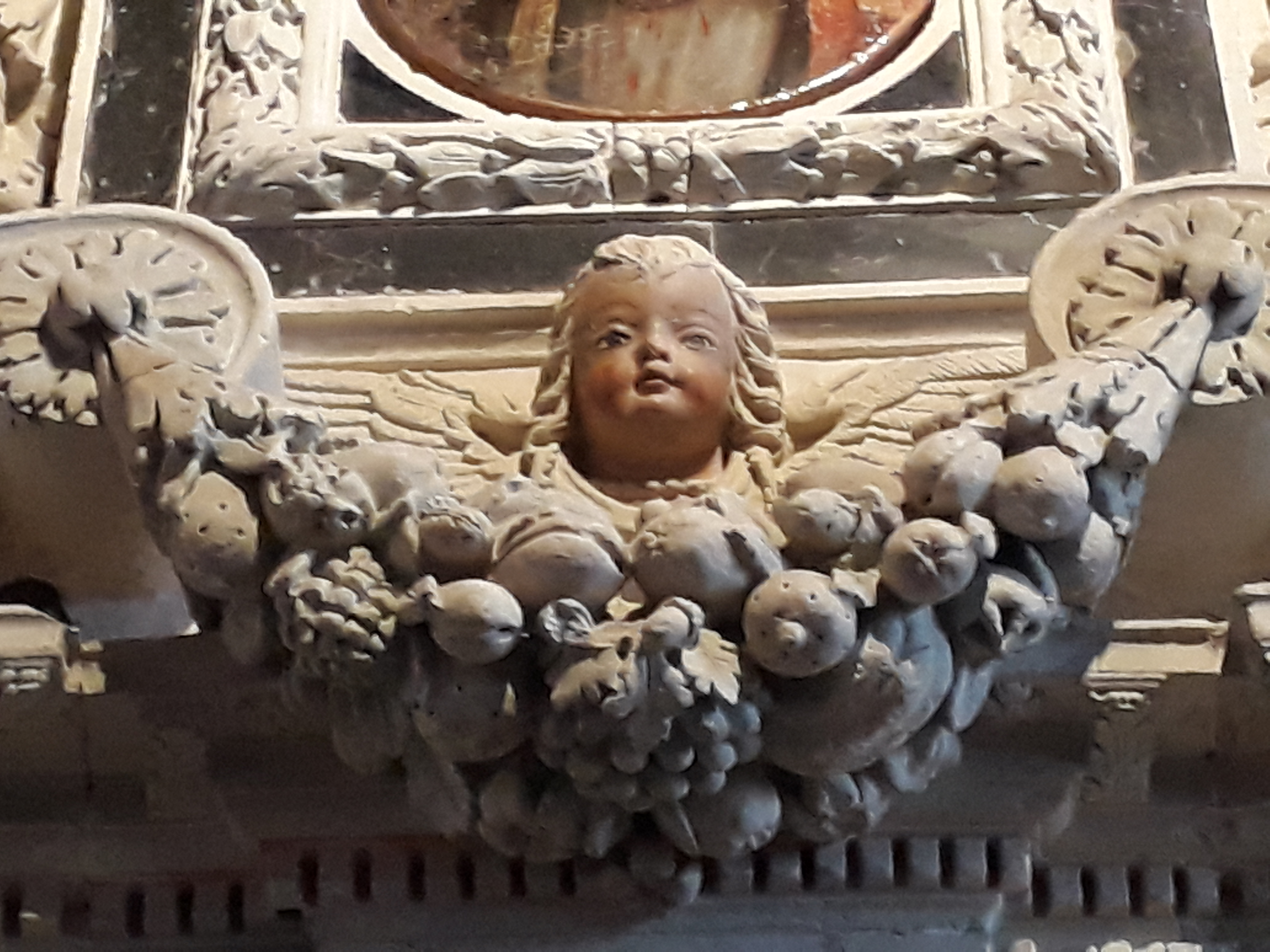
angelot et guirlande, détail typique de retable de François Langlois.
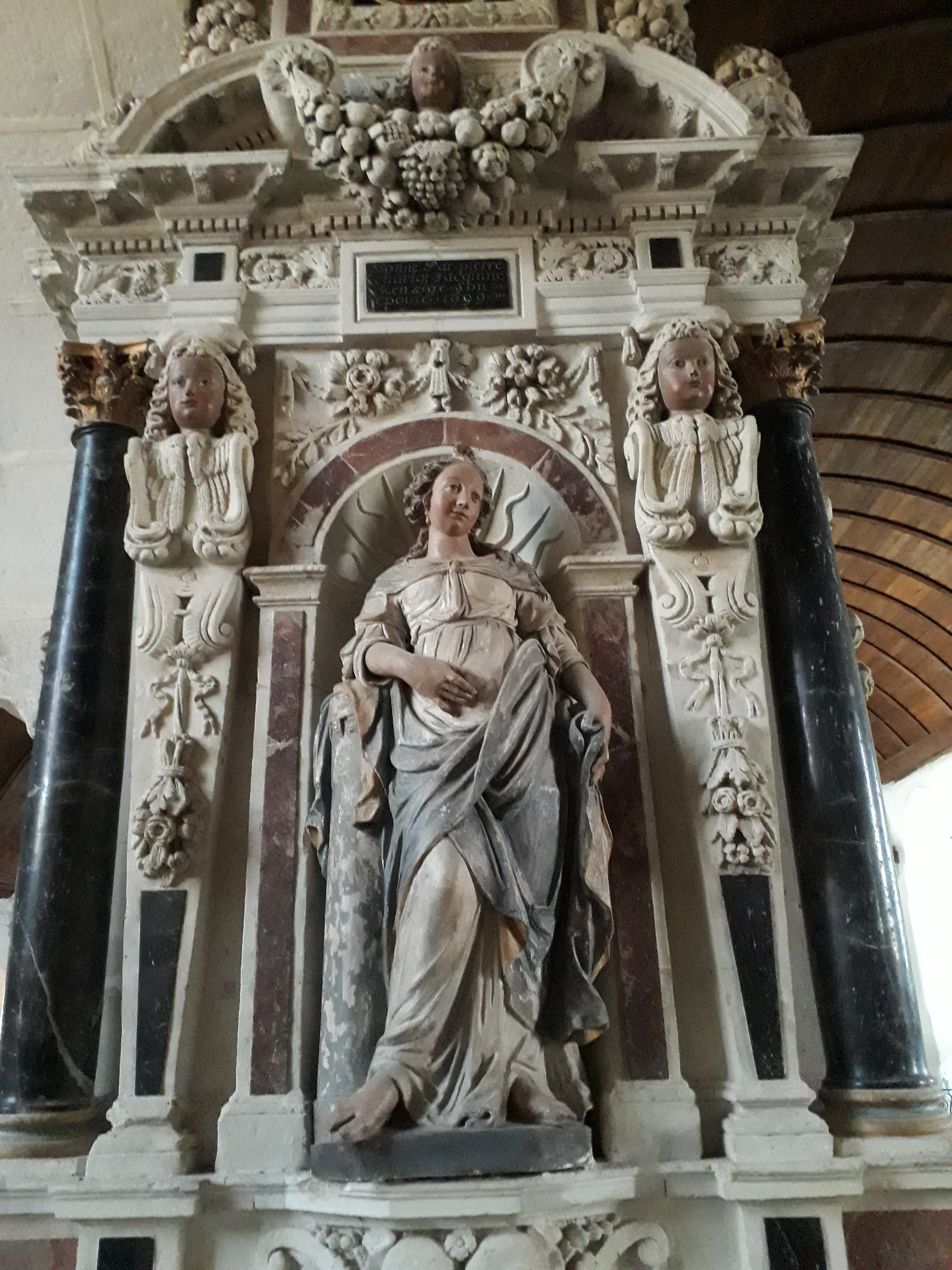
Retable de sainte Barbe 1699, don de Pierre Charlot et Jaquine Mesnage.
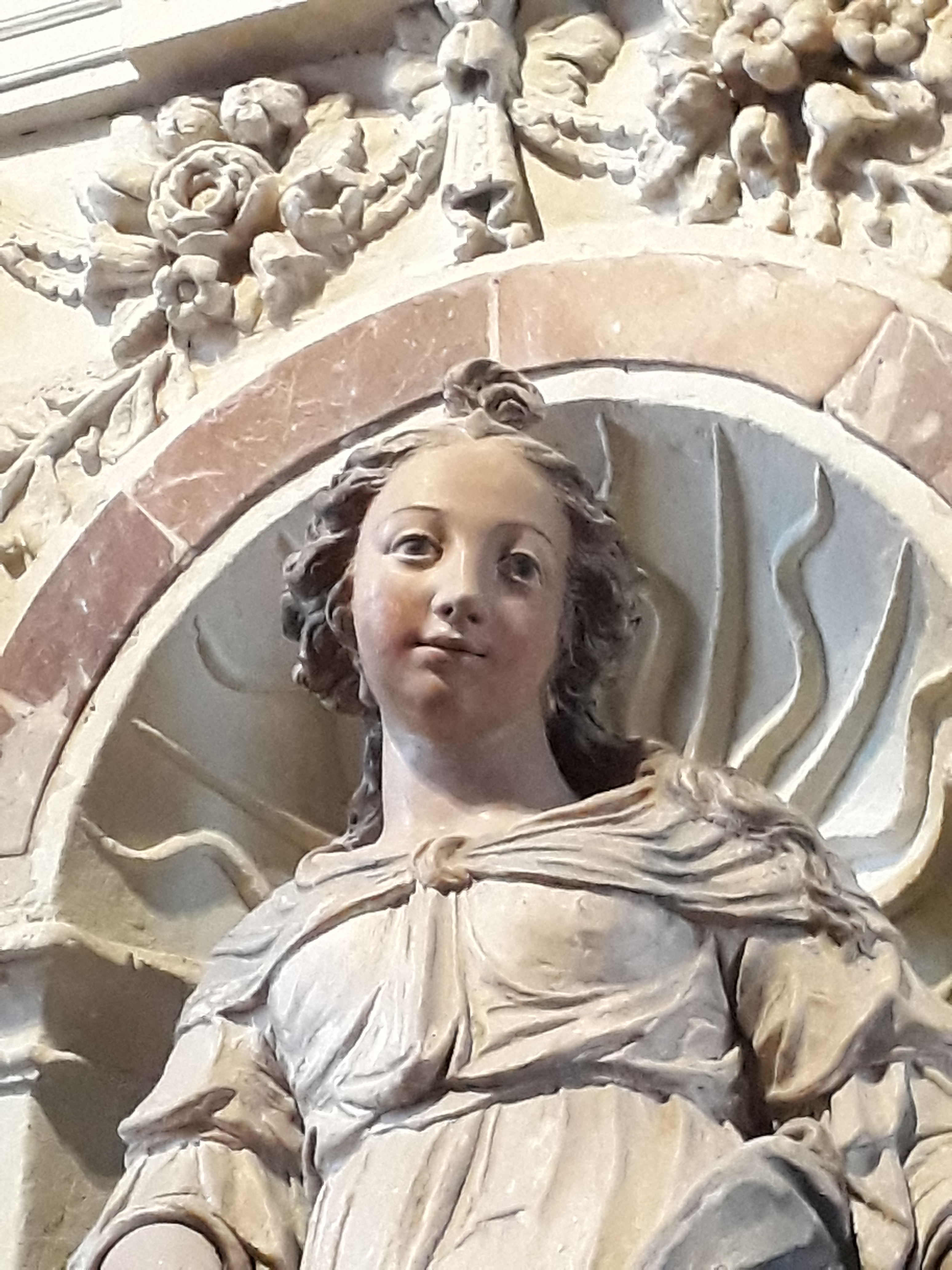
Retable de sainte Barbe (détail de la statue en terre cuite).
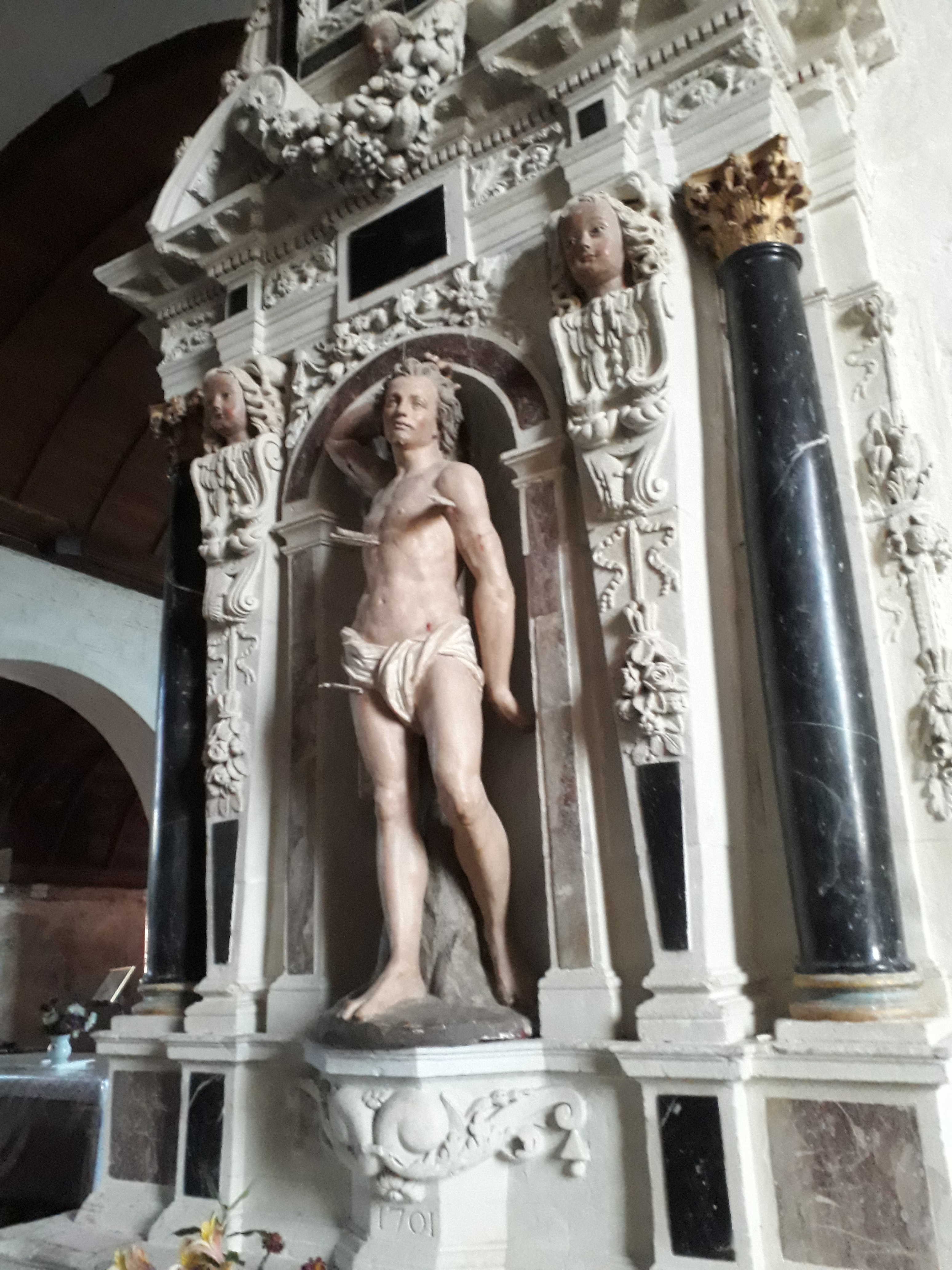
Retable de saint Sébastien 1701, don de Jaquine Mesnage.
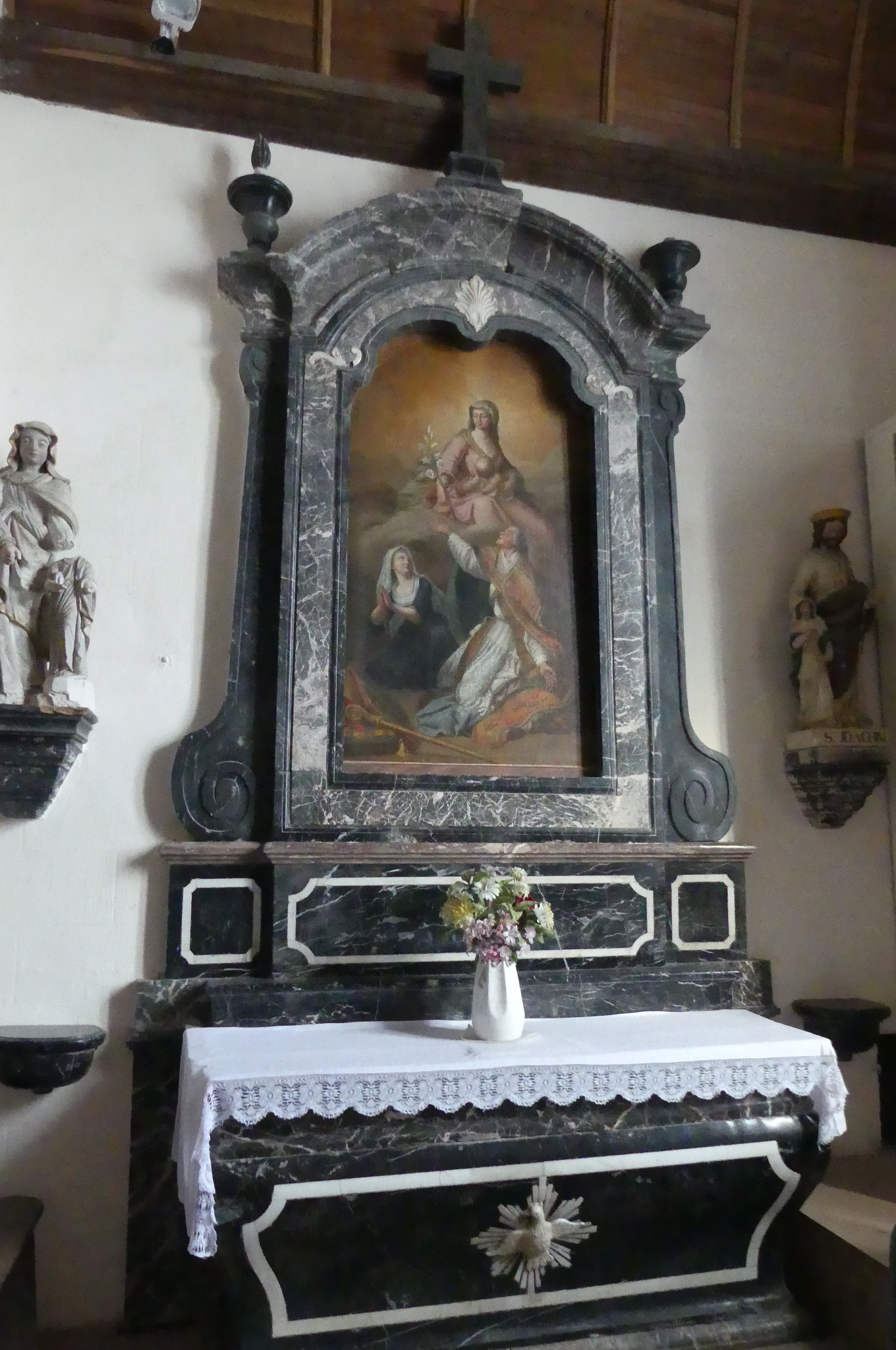
Retable de la Vierge 1781.

## Peintures murales, panneaux peints et vitraux

### Vitraux

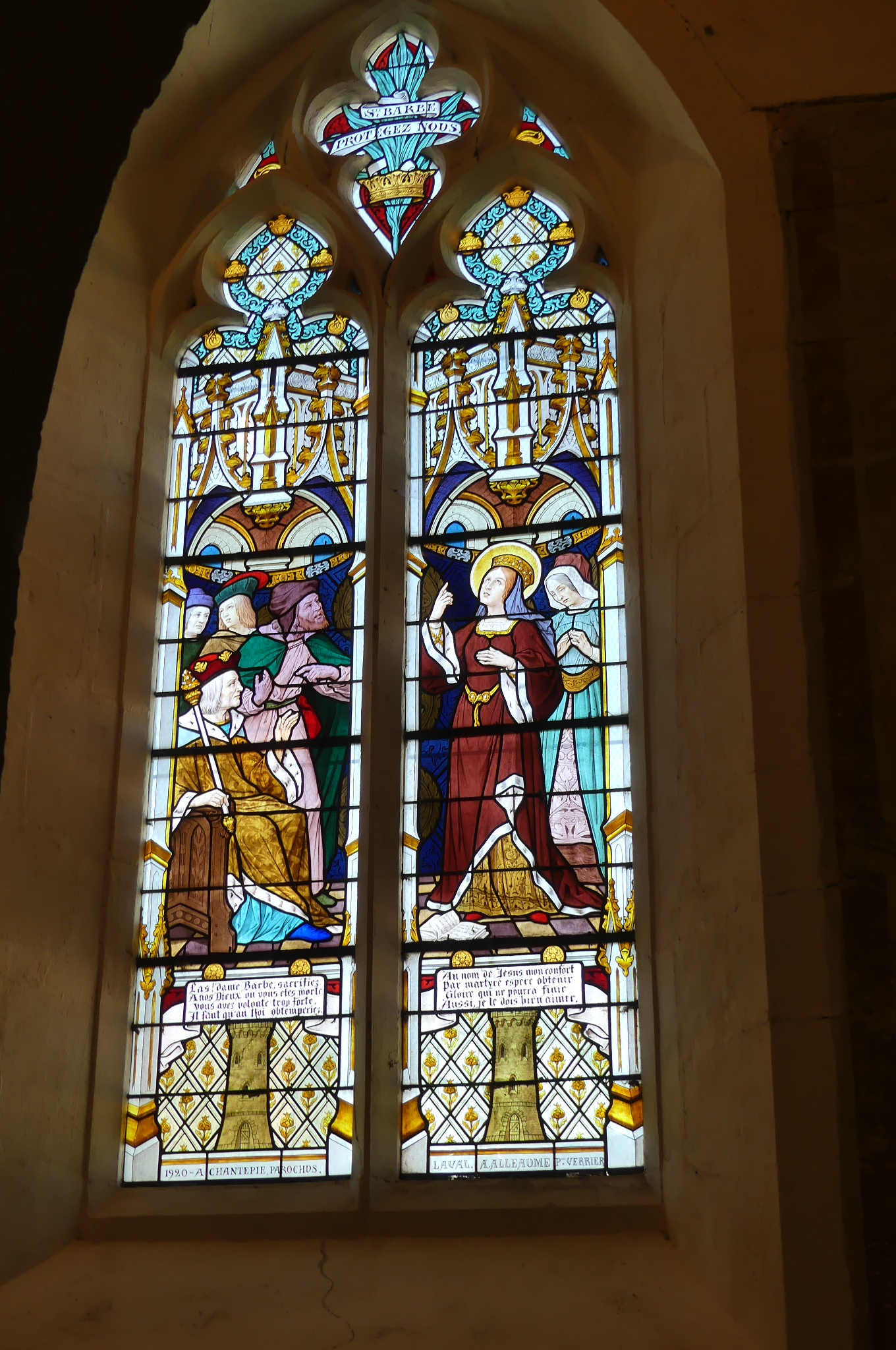
Martyre de sainte Barbe Aleaume 1920
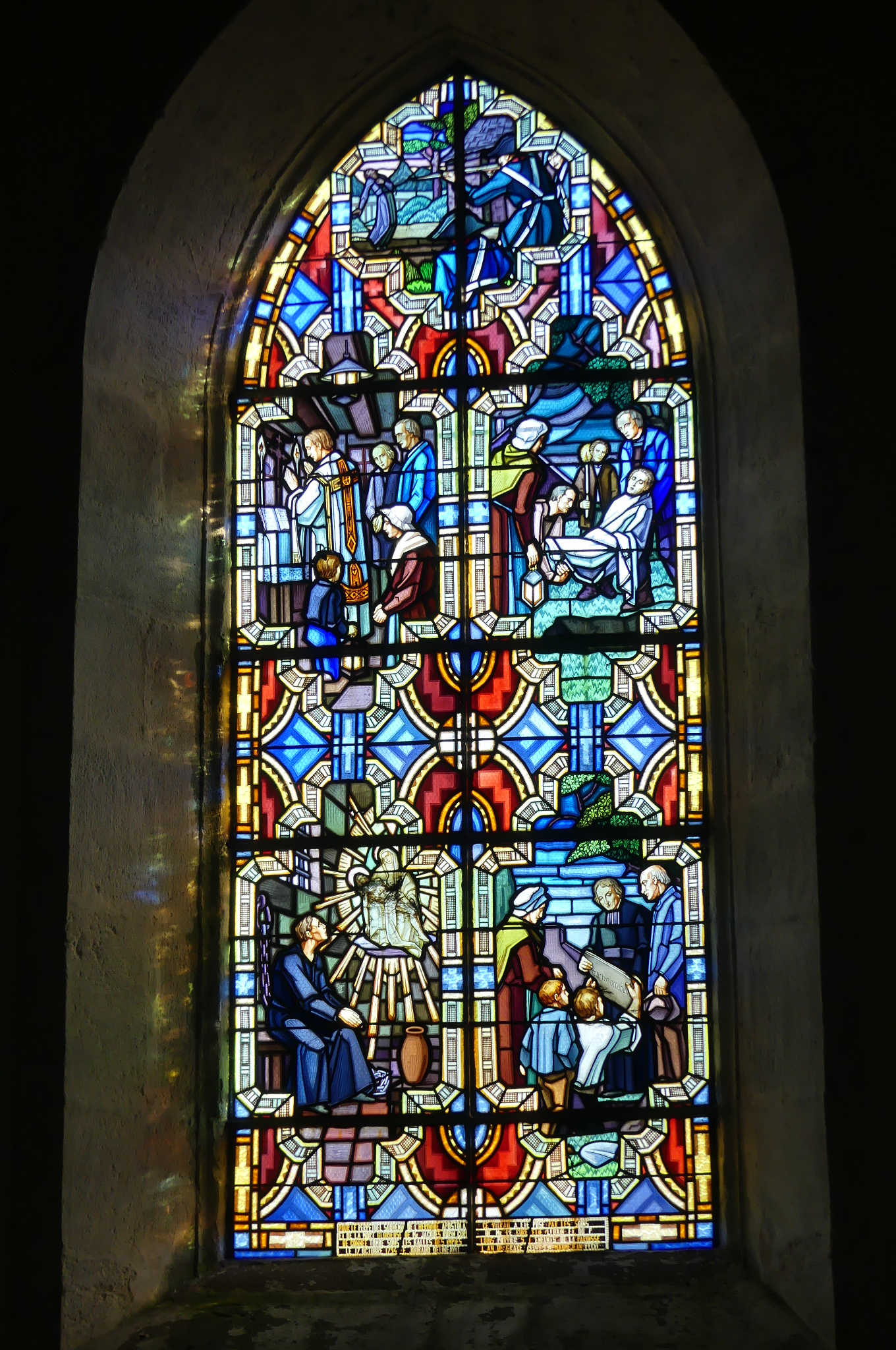
Martyre de Jacques Burin Maume 1934
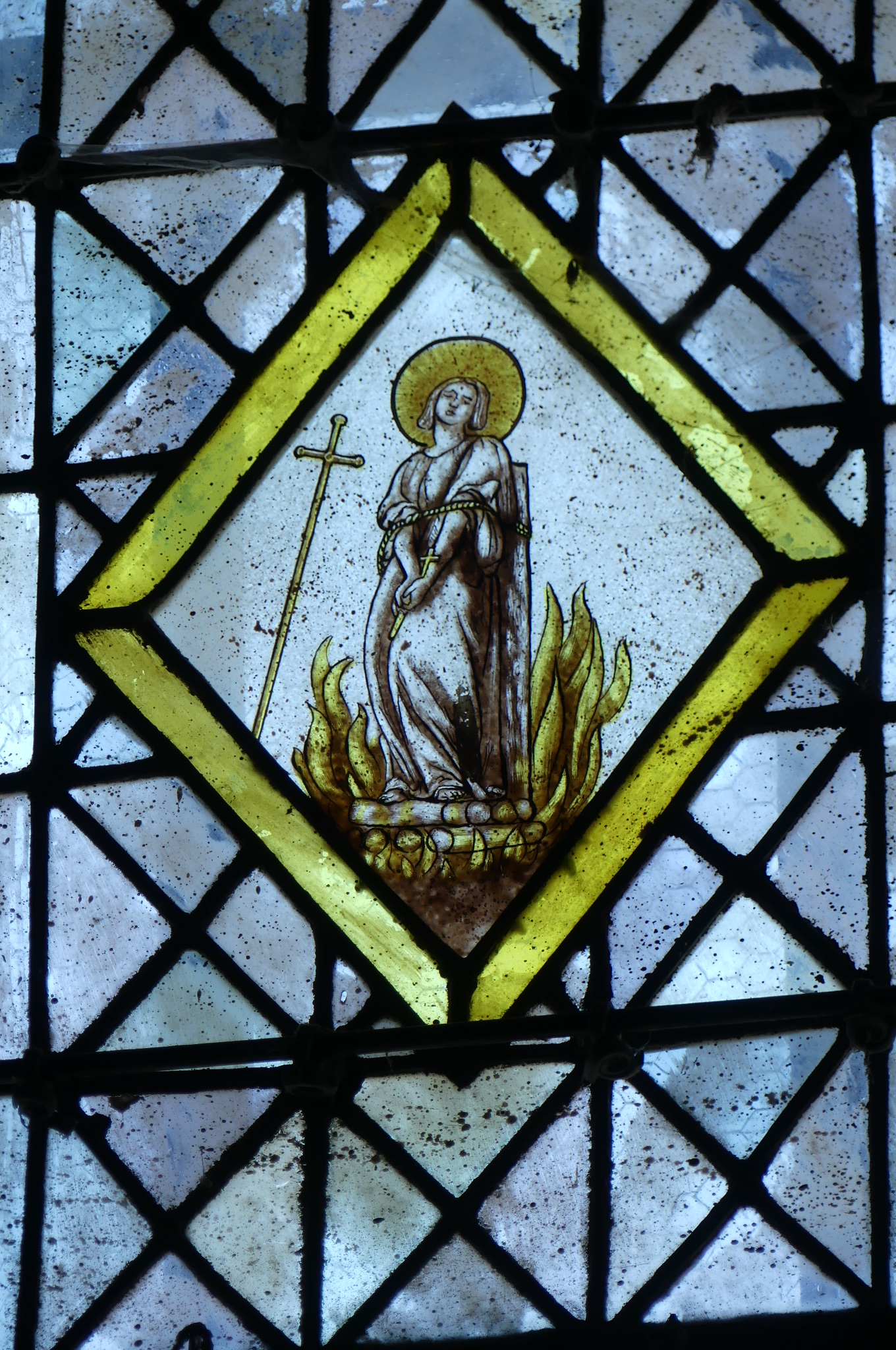
Jeanne d'Arc (détail) 1989